# Piràmide de Neferefre

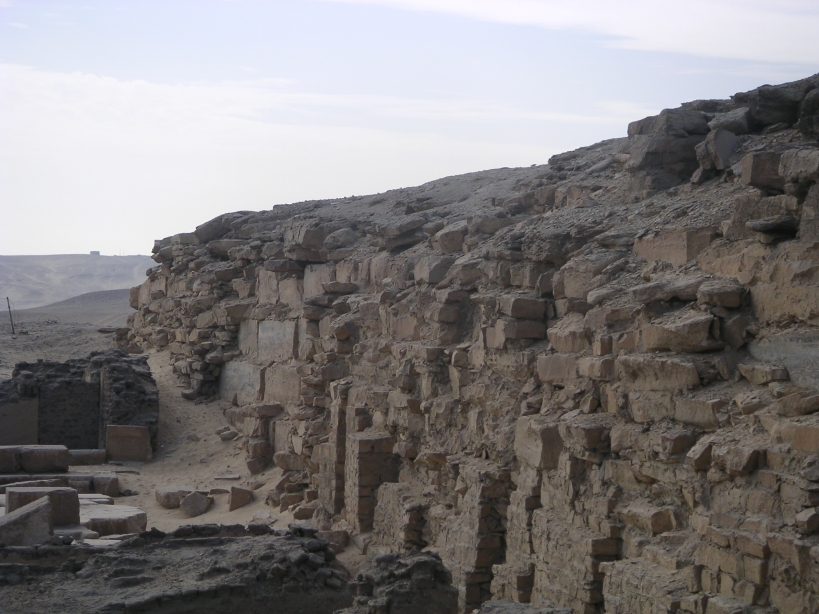
Una secció de la piràmide de Neferefre a Abusir al-Melek

La Piràmide del faraó egipci Neferefre es troba a Abusir al-Melek, Egipte. Fou construïda durant la Dinastia V, però mai no es va acabar. Mai no va ser saquejada com moltes altres, i és per això que conforma una de les millors fonts d'informació per a saber com es construïen les piràmides. El seu nom formal era Piràmide divina dels esperits de Ba, diví és el poder de Neferefre.

## Construcció
La piràmide tenia els costats de 65 metres de llarg i un pendent desconegut. Quan el faraó va morir, la piràmide inconclusa es va convertir en una mastaba quadrada gegant amb un pendent de 78°. El temple funerari es va fer ràpid i s'hi feren servir rajoles de fang i argila en lloc de la típica pedra calcària. A la banda oriental del temple s'alçaren capelles i una estructura coneguda en els documents egipcis com a "Santuari del ganivet", que s'utilitzava per a sacrificis d'animals.

## Excavacions
Alguns egiptòlegs van explorar la piràmide, incloent-hi John Perring, Karl Lepsius, Jacques Morgan i Ludwig Borchardt; i alguns n'atribuïren la piràmide de manera errònia a Shepsekare. A causa de l'estat sense acabar de l'estructura, cap d'ells creia que en la piràmide pogués jaure la mòmia d'un faraó. Borchardt estigué molt a prop de descobrir aquest fet quan feu unes excavacions exploratòries a la zona, però hi va renunciar quan es trobava a menys d'un metre de la subestructura de la piràmide. Si hagués continuat, hauria trobat un bloc de gres roig que feia d'entrada a la cambra funerària; en comptes d'això, abandonà l'excavació i conclogué que la piràmide només era una construcció inacabada. La seua recerca provocà que el jaciment patís setanta anys d'inactivitat arqueològica.(2)
En la dècada dels 1970, la Universitat Carolina de Praga comissionà una exploració exhaustiva del lloc i confirmà que la piràmide pertanyia a Neferefre i que el faraó estava enterrat dins l'estructura incompleta. També descobriren que la subestructura del temple havia estat saquejada, i que només hi havia restes trencades de gots canopis i fragments de la mòmia; de les ruïnes del temple funerari, però, es va rescatar part dels Papirs d'Abusir al-Melek, estàtues, atuells de pedra i faiança.